# Sophienkirche, Berlin
Sophienkirche är en barockkyrka i stadsdelen Mitte i centrala Berlin, strax norr om Hackesche Höfe. I anslutning till kyrkan ligger en kyrkogård som inte längre används.

## Tillkomst
Kyrkan började byggas 1712 som församlingskyrka för Spandauer Vorstadt efter en donation av den preussiska drottningen Sophie Luise, tredje fru till Fredrik I, efter vilken kyrkan fått namn. Drottningen led emellertid av depression och hennes styvson Fredrik Vilhelm I sände i väg henne till Mecklenburg när han fick makten 1713. Mot konungens vilja kom kyrkan ändå att kallas Sophienkirche av befolkningen.

## Kyrkobyggnaden
Kyrkobyggnaden är rektangulär, och predikstolen, altaret och dopfunten var ursprungligen placerade centralt i kyrkan. Träbalkonger i två våningar löpte längs hela interiören. 1732 tillkom den höga tornspiran, bekostad av Fredrik Vilhelm I och ritad av Johann Friedrich Grael baserat på det nedstörtade Münzturm i Berlins stadsslott. Tornet är det enda av Berlins barocktorn som finns kvar i dag. 1833 flyttades altaret mot den östra väggen, och kyrkan byggdes helt om 1891–1892. En absid lades till, taket höjdes och interiören dekorerades med ornament i nybarock.

## Omgivningar
På kyrkogården som omger kyrkan ligger bland andra ledaren för Sing-Akademie Carl Friedrich Zelter, historikern Leopold von Ranke och författaren Anna Louisa Karsch. Bakom kyrkogården ligger Sophienstrasse, en välbevarad gata från 1700- och 1800-talets Berlin. Ingången till kyrkan från Grosse Hamburger Strasse inramas av två bostadshus i nybarock stil, uppförda 1903–1905.

## Bildgalleri

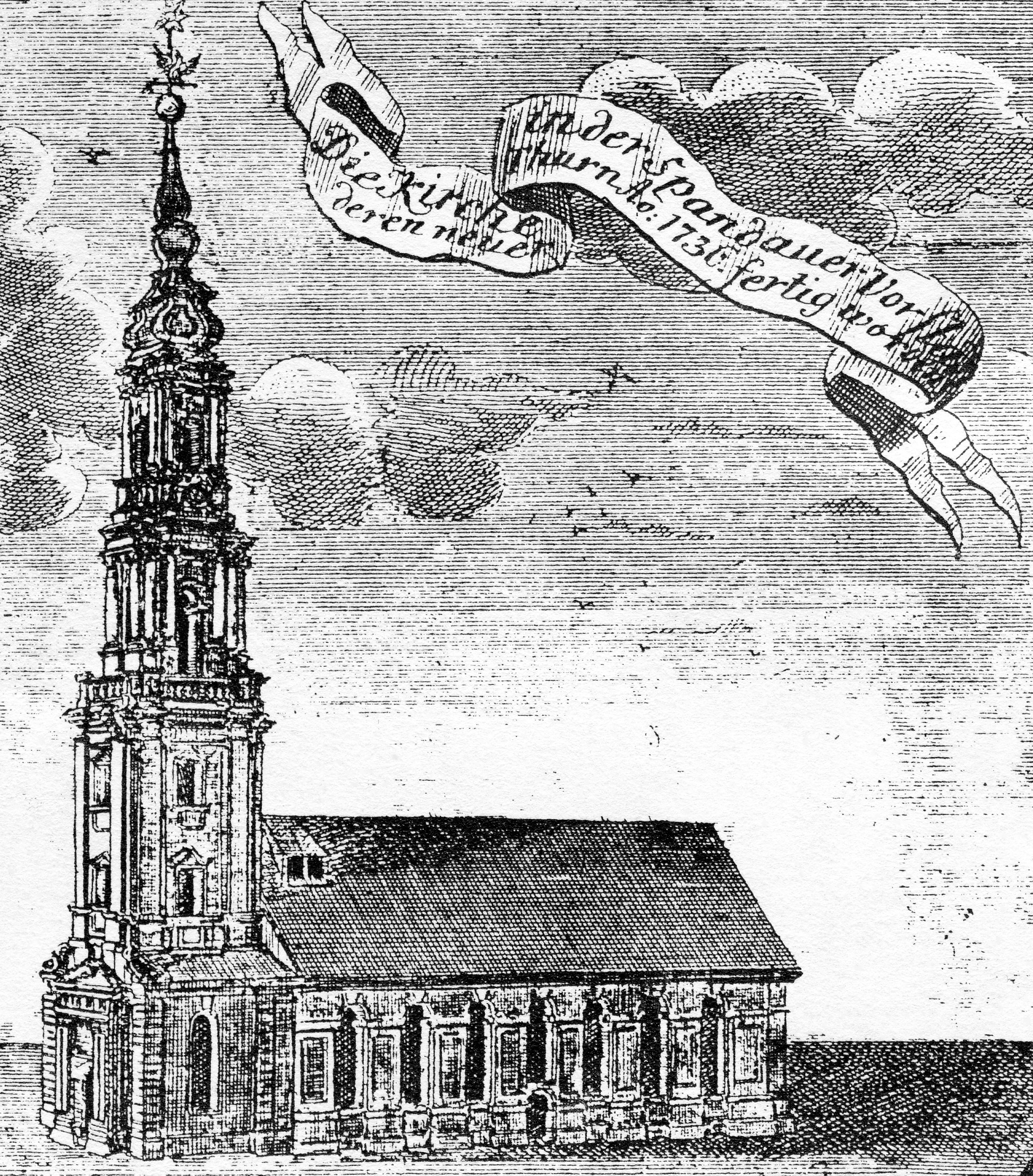
Kyrkan omkring 1736.
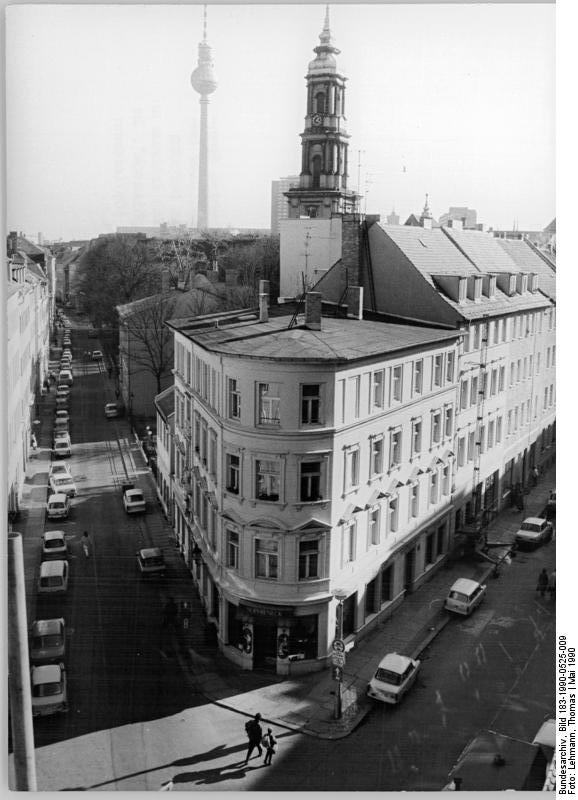
Kyrkan med omgivningar i maj 1990.
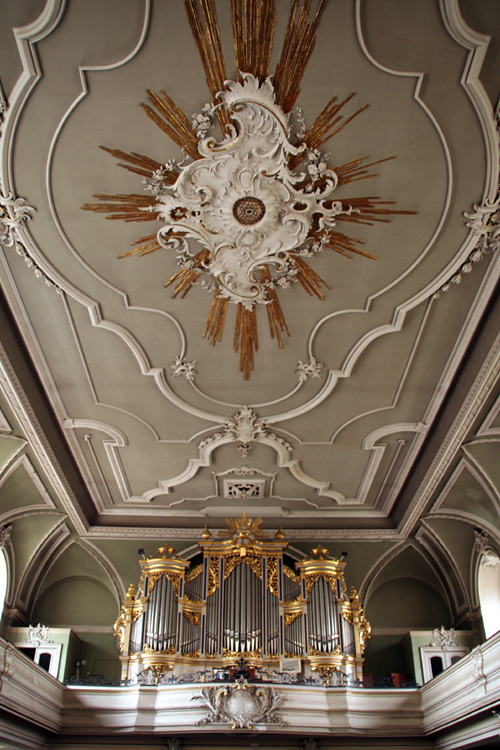
Innertak och orgel.
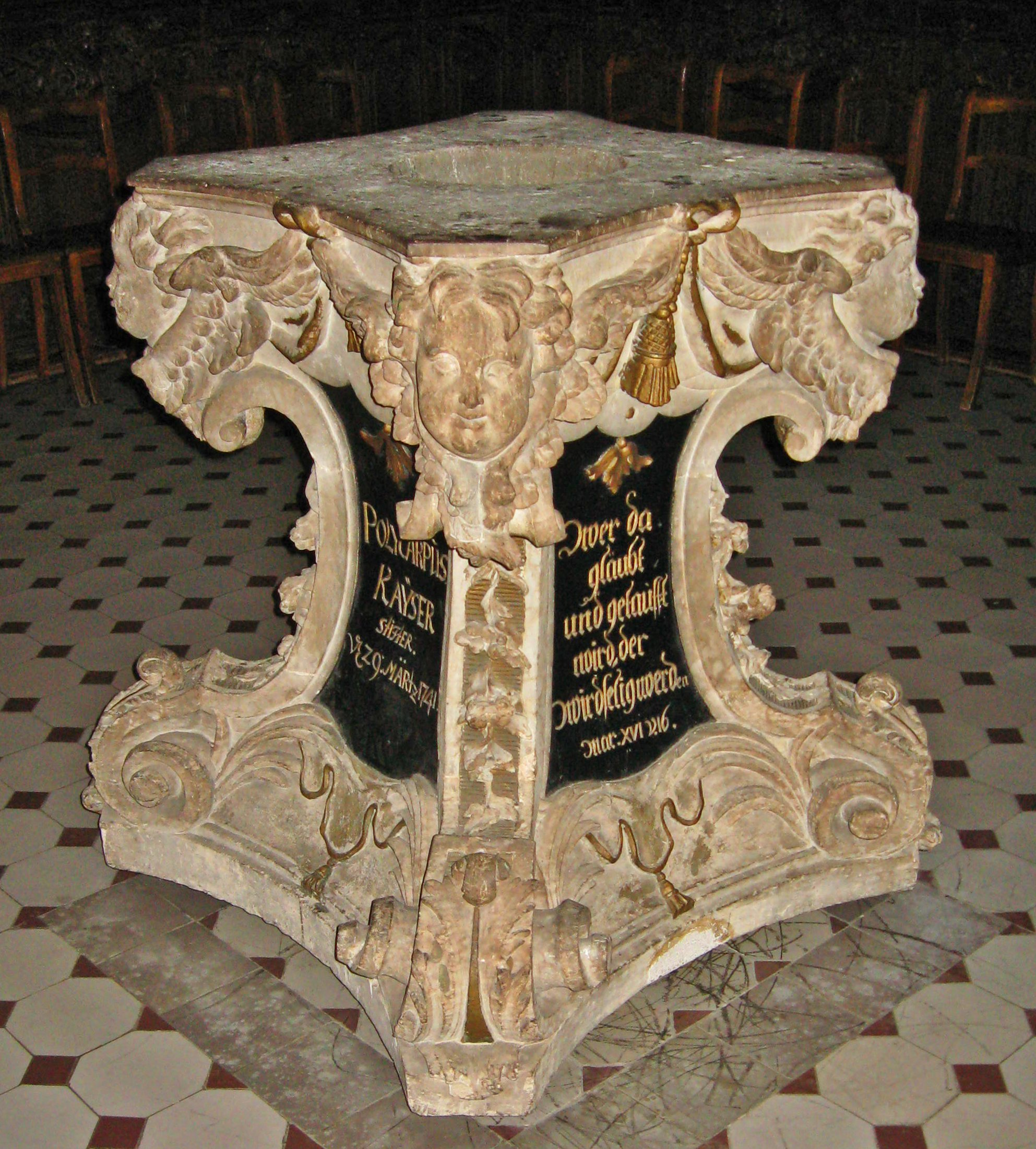
Dopfunt.